# Geschwind-Behan-Galaburda-Modell
Das Geschwind-Behan-Galaburda-Modell, auch GBG-Modell genannt, ist eine Hypothese zur Lateralisation des Gehirns.

## Die Hypothese
Der US-amerikanische Neurologe Norman Geschwind entwickelte in den 1980er Jahren zusammen mit seinen Kollegen Peter Behan und Albert Galaburda die nach ihnen benannte Hypothese. Sie besagt, dass während der embryonalen Entwicklung Sexualhormone, und dabei insbesondere das Testosteron, die Rate der Gehirnreifung beeinflussen. Höhere Spiegel von Testosteron würden dabei ab der 20. Schwangerschaftswoche Veränderungen in der Organisation des Gehirnes (Lateralisation) bewirken, die Entwicklung des Immunsystems beeinflussen und die Linkshändigkeit fördern. Die linke Hemisphäre des Gehirns reagiert – so die Hypothese – in dieser Entwicklungsphase des Embryos empfindlicher auf störende Faktoren, wie beispielsweise Testosteron, wodurch das Wachstum einzelner Bereiche in dieser Hemisphäre gehemmt wird. Diese Hemmung soll in der rechten Hirnhälfte dagegen ein kompensatorisches Wachstum hervorrufen, wodurch eine anomale Dominanz der rechten Hirnhemisphäre entstehe. Der erhöhte Testosteronspiegel könne dabei sowohl vom männlichen Fetus selbst, der Mutter, von einem männlichen Zwilling oder von Xenobiotika mit hormonellen Eigenschaften verursacht sein.
Durch die Veränderungen bei der Lateralisation des Gehirns erklären sich der GBG-Hypothese zufolge eine Reihe von Phänomen. Fertigkeiten der rechten Hirnhemisphäre wie beispielsweise Musik, Mathematik und Kunst sind bei Jungen stärker ausgeprägt als bei Mädchen. Andererseits sind sprachliche Anomalien – das Sprachzentrum befindet sich in der linken Hirnhemisphäre – wie beispielsweise Dyslexie, Hyperlexie und Stottern, bei Jungen häufiger anzutreffen, als bei Mädchen. Außer den neurologischen Wirkungen des Testosterons soll dieses Hormon auch Einfluss auf die embryonale Entwicklung des Thymus nehmen, wodurch die GBG-Hypothese Einflüsse auf die Entwicklung des Immunsystems und die Folgen daraus zu erklären versucht. Insgesamt gesehen ist die Geschwind-Behan-Galaburda-Hypothese ein Erklärungsmodell für eine Reihe verschiedener Phänomene. Männer, die in ihrer embryonalen Entwicklungsphase per se einen höheren Testosteronspiegel als Frauen aufweisen, sollten danach:
- häufiger mathematisch begabt sein
- erhöht Lernstörungen aufweisen
- häufiger zur Linkshändigkeit neigen
- überlegene räumliche Fertigkeiten aufweisen
- häufiger sprachbezogene Anomalien haben
- vermehrt ein gestörtes Immunsystem aufweisen.

Geschwind und Galaburda stellten ihre Hypothese auf, nachdem sie bei Linkshändern und ihren Familien eine erhöhte Rate an Immunerkrankungen, Migräne und Lernschwächen feststellten. Bei Immunerkrankungen kamen sie in ihrer Studie auf ein Verhältnis von 2,7 bei Linkshändern im Vergleich zu Rechtshändern. Bei Sprachstörungen (Dyslexie und Stottern) war das Verhältnis von Linkshändern zu Rechtshändern noch höher.

## Rezeption
Die Geschwind-Behan-Galaburda-Hypothese wird seit ihrer Formulierung sehr kontrovers diskutiert. Verschiedene epidemiologische Studien konnten Teile der Hypothese in ihrer Aussage bestätigen. Die Hypothese ist sehr umfangreich und hat eine Vielzahl von Parametern, so dass damit eine Reihe von bekannten Phänomenen erklärbar wird, aber auf der anderen Seite die Hypothese deshalb kaum falsifizierbar ist.
Für Teilhypothesen des GBG-Modells gibt es unterstützende epidemiologische Studienbefunde. Linkshändigkeit ist bei Männern signifikant häufiger als bei Frauen. Gleiches trifft auf das Stottern und Autismus zu.
Männer sind dagegen bei Fähigkeiten, die vor allem die rechte Hirnhemisphäre betreffen, wie beispielsweise räumliches Denken, Frauen im Durchschnitt überlegen.
Im Bereich der Immunstörungen wurde bei Allergien, Asthma und Colitis ulcerosa ein Zusammenhang mit der Linkshändigkeit gefunden. Auch haben Linkshänderinnen eine um 65 % höhere Wahrscheinlichkeit an Multipler Sklerose zu erkranken. Ähnliche statistische Werte gelten für linkshändige Männer und Frauen bei Brustkrebs.
Dagegen besteht bei Myasthenia gravis und Arthritis eine negative Korrelation, das heißt Linkshänder erkranken daran seltener als Rechtshänder.
Männliche Katzen sind fast alle linkshändig, während weibliche Katzen im Wesentlichen rechtshändig sind. Bei Schimpansen, Pferden und Hunden wurden sehr ähnliche Studienergebnisse erhalten.
Zwischen 1939 und 1960 erhielten Millionen von schwangeren Frauen Injektionen des synthetischen nichtsteroidalen Hormons Diethylstilbestrol (DES), um Komplikationen während der Schwangerschaft und Totgeburten zu vermeiden bzw. zu vermindern. Bei den Nachkommen dieser so behandelten Frauen wurde eine signifikant höhere Rate von Linkshändern geboren.

## Weiterführende Literatur
- G. Krommydas u. a.: Fetal sensitivity to testosterone, left-handedness and development of bronchial asthma: a new approach. In: Med Hypotheses 62, 2004, S. 143–145. PMID 14729020
- U. Tan und M. Tan: Testosterone and grasp-reflex differences in human neonates. In: Laterality 6, 2001, S. 181–192. PMID 15513169
- M. M. Clark u. a.: Effects of perinatal testosterone on handedness of gerbils: support for part of the Geschwind-Galaburda hypothesis. In: Behav Neurosci 110, 1996, S. 413–417. PMID 8731067
- J. W. van Strien: Anomalous dominance is not a key concept in the Geschwind-Behan-Galaburda model. In: Brain Cogn 27, 1995, S. 84–88. PMID 7748547
- A. St-Marseille und C. M. Braun: Comments on immune aspects of the Geschwind-Behan-Galaburda model and of the article of Bryden, McManus, and Bulman-Fleming. In: Brain Cogn 26, 1994, S. 281–290. PMID 7857622
- J. E. Obrzut: The Geschwind-Behan-Galaburda theory of cerebral lateralization: thesis, antithesis, and synthesis? In: Brain Cogn 26, 1994, S. 267–274. PMID 7857620
- I. C. McManus und M. P. Bryden: Geschwind's theory of cerebral lateralization: developing a formal, causal model. In: Psychol Bull 110, 1991, S. 237–253. PMID 1946868